# Visinale
Visinale (Visinâl in friulano occidentale) è una frazione di Pasiano di Pordenone con circa 1 000 abitanti. L'esistenza del centro abitato è attestata da documenti risalenti al XIV secolo. In passato il territorio era legato ai castellani di Prata, mentre la parrocchia dipendeva dalla pieve di San Paolo di Pasiano, fino all'epoca napoleonica, quando venne integrato nel neocostituito comune di Pasiano. Degne di nota la chiesa parrocchiale e alcune ville, ovvero villa Gozzi, dimora di Gasparo Gozzi, villa Cavazza-Querini e villa Capello-Tiepolo.